# クレーン取扱い業務等特別教育規程
クレーン取扱い業務等特別教育規程（クレーンとりあつかいぎょうむとうとくべつきょういくきてい、昭和47年9月30日労働省告示第118号）は、クレーンの特別教育についての基準を定めた厚生労働省告示である。
クレーン等安全規則に基づき定められたものである。
本告示は次のような内容になっている。
- クレーンの運転の業務に係る特別の教育
- 移動式クレーンの運転の業務に係る特別の教育
- デリックの運転の業務に係る特別の教育
- 建設用リフトの運転の業務に係る特別の教育
- 玉掛けの業務に係る特別の教育